# Sambirejo (Binjai)
Sambirejo is een bestuurslaag in het regentschap Langkat van de provincie Noord-Sumatra, Indonesië. Sambirejo telt 6735 inwoners (volkstelling 2010).